# カラマズー・トランスポーテーション・センター
カラマズー・トランスポーテーション・センター（英語：Kalamazoo Transportation Center）はミシガン州カラマズー ノース・バーディック・ストリート459にある駅。 全米各地を結ぶ旅客鉄道のアムトラックが乗り入れている。

## 概要
当駅（センター）の赤レンガと砂岩造のリチャードソン・ロマネスク様式の駅舎はミシガン・セントラル鉄道の駅として1887年に建てられた。改修後の今日、駅はカラマズー・トランスポーテーション・センターの重要な要素であり、ミシガン州のアムトラックの駅で2番目に旅客が多い。1970年代初頭にカラマズー市はペン・セントラル鉄道から駅を購入し、1975年国家歴史登録財に登録された。
何十年もの間、カラマズー市は、バスの需要は個別の停留所に頼っていた。1990年代に当駅に交通結節点を集約する計画が持ち上がった。連邦政府の補助金とミシガン州運輸省の資金によりプロジェクトは設計段階に入ることができた。2004年に、カラマズー市は2つの設計事務所に呼びかけ、建物の歴史的な整合性を確実にするために建築家が歴史家や地域社会の代表者と協力して歴史的な写真を学び、新しい機能と可触性を統合するために必要な建物の歴史的要素を復元した。設計案は約7,000平方メートルの広さを持つ当センターのリチャードソン・ロマネスク様式を行き届かせたデザインであった。
プロジェクトの予算は連邦交通局とミシガン州運輸省の1,300万ドルの助成金により賄われた。改修工事は2005年5月に着工し、古典的なスタイルと現代的なニーズを兼ね備えた駅（センター）が2006年7月に完成した。バス停は、メトロ・トランジットバスだけでなく中長距離バスのアムトラック・スルー・ウェイ・モーターコーチ、インディアン・トレイルズも使用する20台分の乗降場を備えている。

## 利用可能な鉄道路線／列車
アムトラックの停車する列車は下記の通り。
シカゴとポンティアック間の昼行中距離列車ウォルバリン号… 1日2往復停車
シカゴとポートヒューロン間の昼行中距離列車ブルー・ウォーター号… 1日1往復停車

## バス
当駅から乗車できるバスは以下の通り。
中長距離バスはアムトラック・スルー・ウェイ・モーターコーチ、インディアン・トレイルズが担っている。
市内交通は、メトロ・トランジット (Metro Transit)が担っている。

## ギャラリー

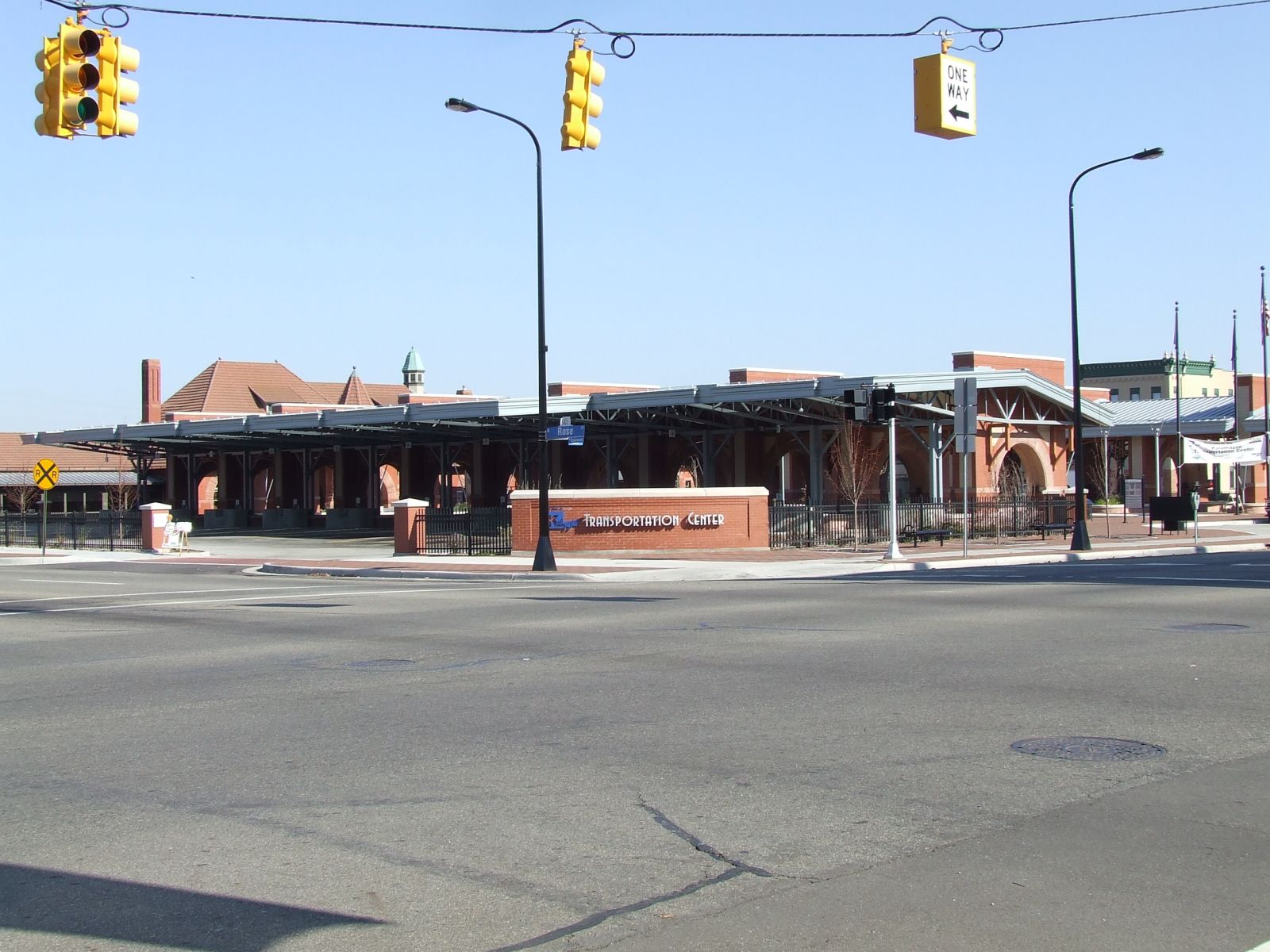
当センターを望む
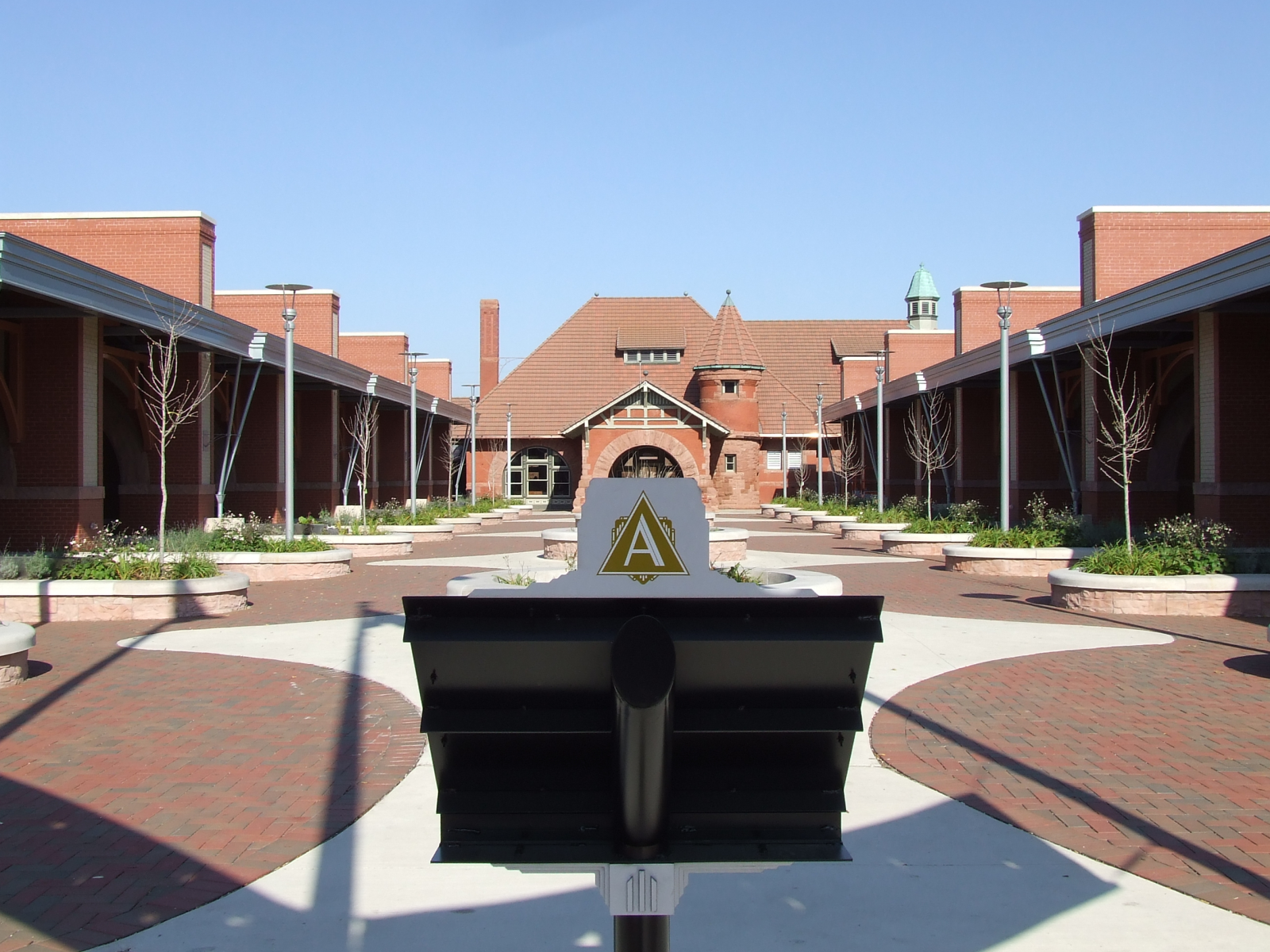
正面奥に駅舎を望む。左右手前にバス停がある。
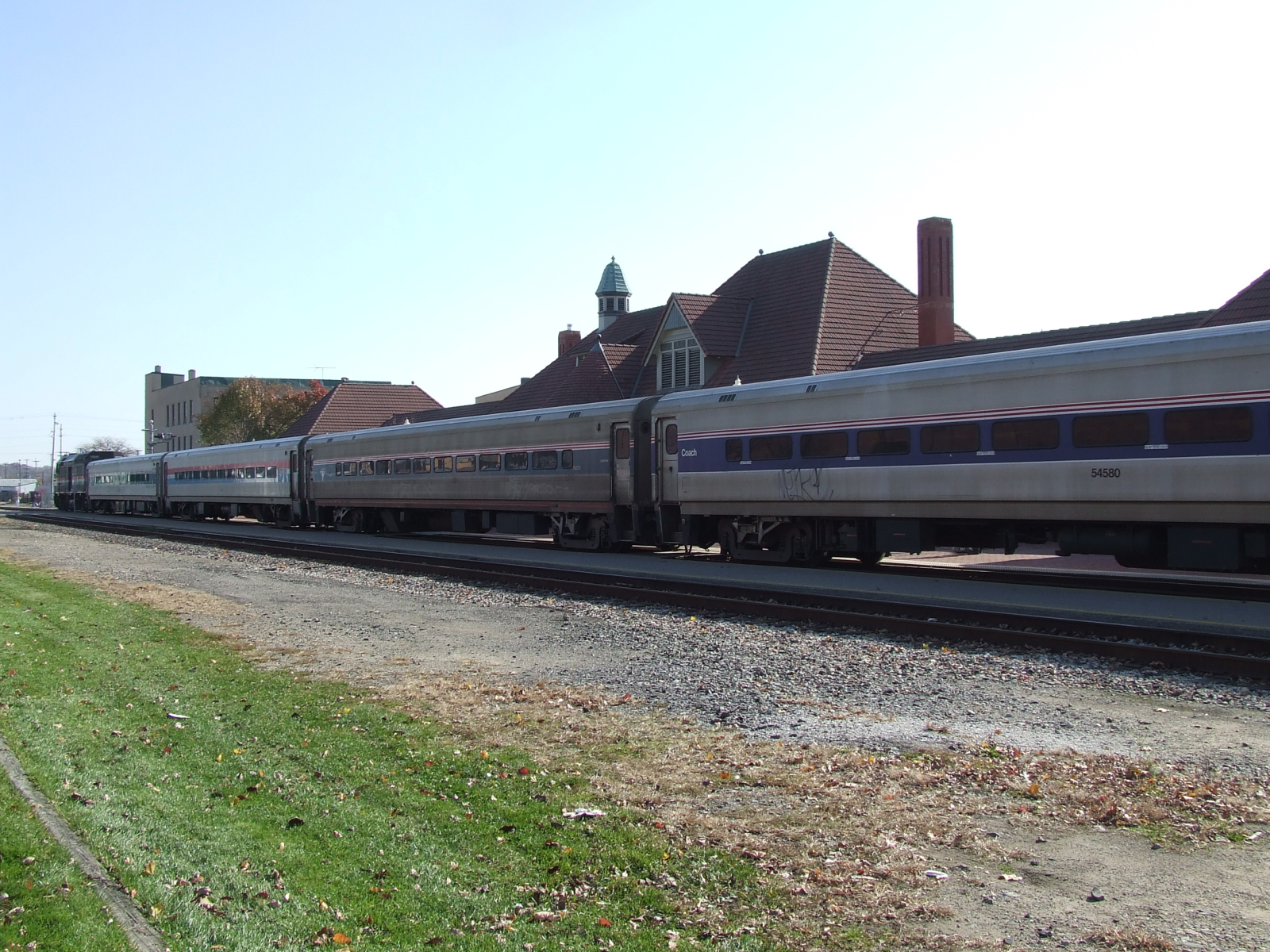
停車するウォルバリン号
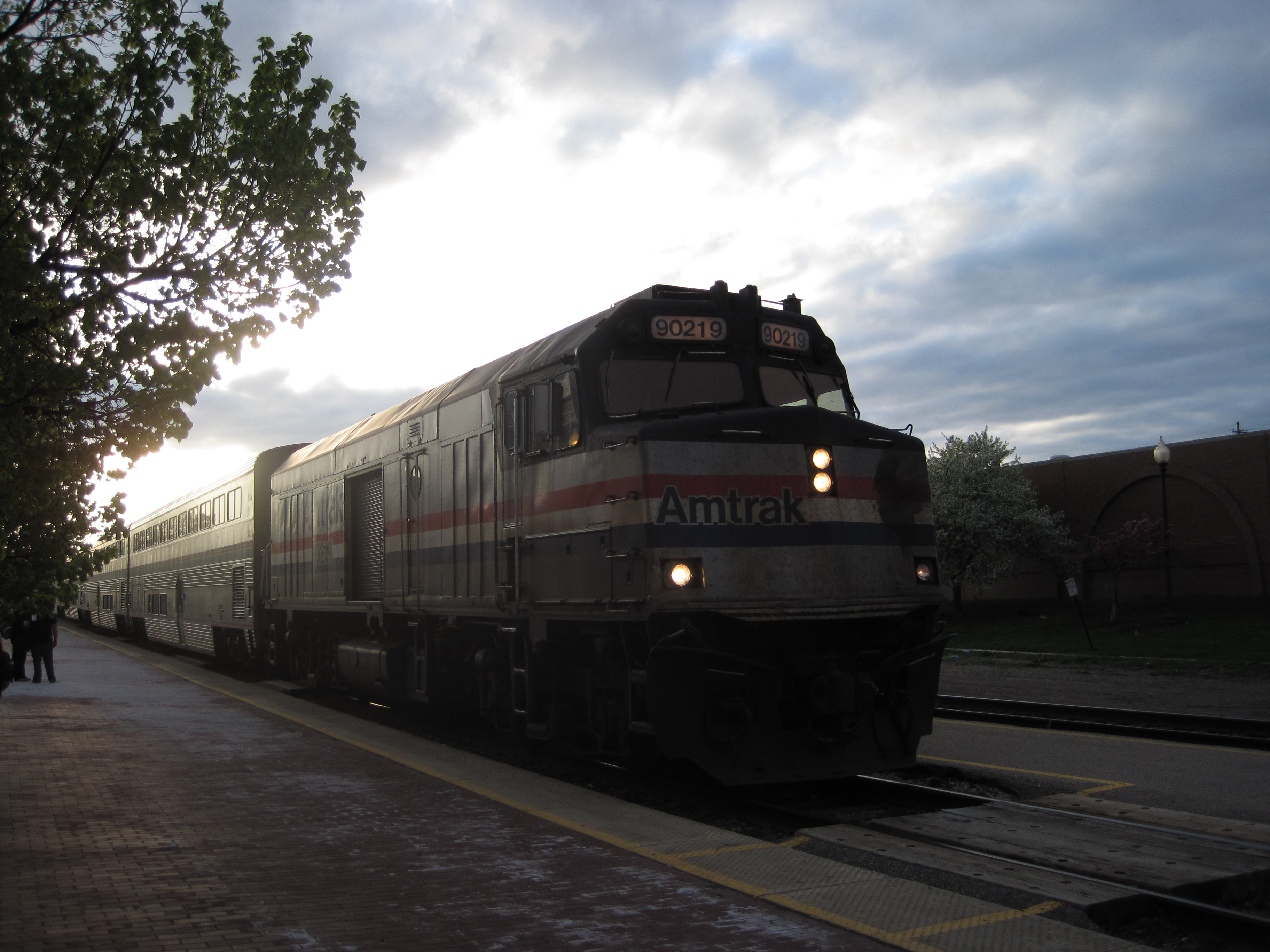
夕刻のブルーウォータ号